# Tăng Văn Phả
Tăng Văn Phả (sinh 1948) là đại biểu Quốc hội Việt Nam khóa 11, thuộc đoàn đại biểu Hà Nam. Ông nguyên là Bí thư Tỉnh ủy Hà Nam giai đoạn 2001-2005.